# فخ العلاج
فخ العلاج -كيف يؤدي الإفراط في استخدام الرعاية الطبية إلى تدمير صحتك وما يمكنك القيام به لمنع ذلك هو كتاب صدر عام 2010 من تأليف روزماري جيبسون وجاناردان براساد سينغ.

## التعليقات
قال أحد المراجعين لأنكولوجي تايمز إن الكتاب "مكتوب بشكلٍ جميل - واضح ومباشر ومليء بالحقائق المسندة بالقصص".  وصفت رابطة المتقاعدين الأمريكية الكتاب بأنه استكشاف "للأسباب التي تجعل العديد من الأطباء مفرطين في الحذر، أو غير أكفاء أو تحت ضغط كبير لتحقيق إيرادات في نظام الرعاية الصحية الذي يبدو أنه يشجع هذه الممارسات".  وقالت مراجعة للمجلة إن رسالة الكتاب هي أنه "عندما يتعلق الأمر بالرعاية الصحية، فإن المزيد ليس دائمًا أفضل". 

## كتب لنفس المؤلف
شارك جيبسون في تأليف كتاب شاينا ركس وهو كتاب واقعي نُشرة في 2018 فضح مخاطر اعتماد أمريكا على الصين في الطب مع جاناردان براساد سينغ. 

## الروابط الخارجية
- الموقع الرسمي
- video interview with Rosemary Gibson on C-SPAN